# Newbliss
Newbliss (iriska: Cúil Darach) är en ort i republiken Irland.   Den ligger i grevskapet County Monaghan och provinsen Ulster, i den norra delen av landet, 110 km nordväst om huvudstaden Dublin. Newbliss ligger 120 meter över havet och antalet invånare är 331.
Terrängen runt Newbliss är platt. Runt Newbliss är det glesbefolkat, med 15 invånare per kvadratkilometer. Närmaste större samhälle är Monaghan, 15,1 km nordost om Newbliss. Trakten runt Newbliss består i huvudsak av gräsmarker.